# محافظة باكو
محافظة باكو محافظة إدارية للإمبراطورية الروسية في منطقة القوقاز عاصمتها باكو وتبلغ مساحة المحافظة 34,000 كم مربع (1897) بعدد سكان يبلغ 789,659 (1897)، أكثرهم من الأذر.